# Прапор Турійська
Пра́пор Турійська затверджений 25 червня 2007 року сесією Турійської селищної ради. 
Автори проекту прапора — В. Шинкарук, З. Ярмолюк, А. Гречило та Ю. Терлецький.

## Опис
Квадратне червоне полотнище, на якому білий лапчастий хрест, а під ним — 3 жовті дзвони, два над одним.

## Зміст
Хрест підкреслює знаходження міста на Волині. Три дзвони є символами пам'яті.